# Orophus elephas
Orophus elephas är en insektsart som först beskrevs av Brunner von Wattenwyl 1878.  Orophus elephas ingår i släktet Orophus och familjen vårtbitare. Inga underarter finns listade i Catalogue of Life.